# Гончары (Дятловский район)
Гончары́ (бел. Ганчары) — деревня в Поречском сельсовете Дятловского района Гродненской области Белоруссии. По переписи населения 2009 года в Гончарах проживало 6 человек.

## География
Гончары расположены в 30 км к северо-западу от Дятлово, 158 км от Гродно, 40 км от железнодорожной станции Новоельня.

## История
В 1624 году упоминаются в составе Вензовецкой волости во владении Сапег.
В 1880 году Гончары — деревня в Пацевской волости Слонимского уезда Гродненской губернии (129 жителей).
В 1905 году Гончары — деревня тех же волости, уезда и губернии (84 жителя).
В 1921—1939 годах Гончары находились в составе межвоенной Польской Республики. В 1923 году в Гончарах насчитывалось 13 хозяйств, проживало 59 человек. В сентябре 1939 года Гончары вошли в состав БССР.
В 1996 году Гончары входили в состав колхоза «Поречье». В деревне насчитывалось 13 хозяйств, проживало 18 человек.